# Nichiyu Mitsubishi Forklift

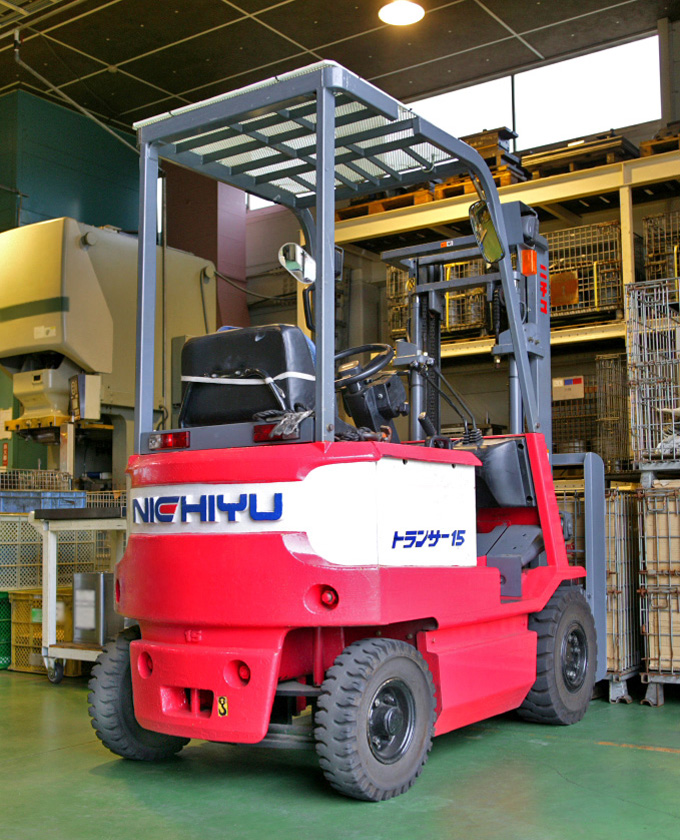
Nichiyu-Gabelstapler

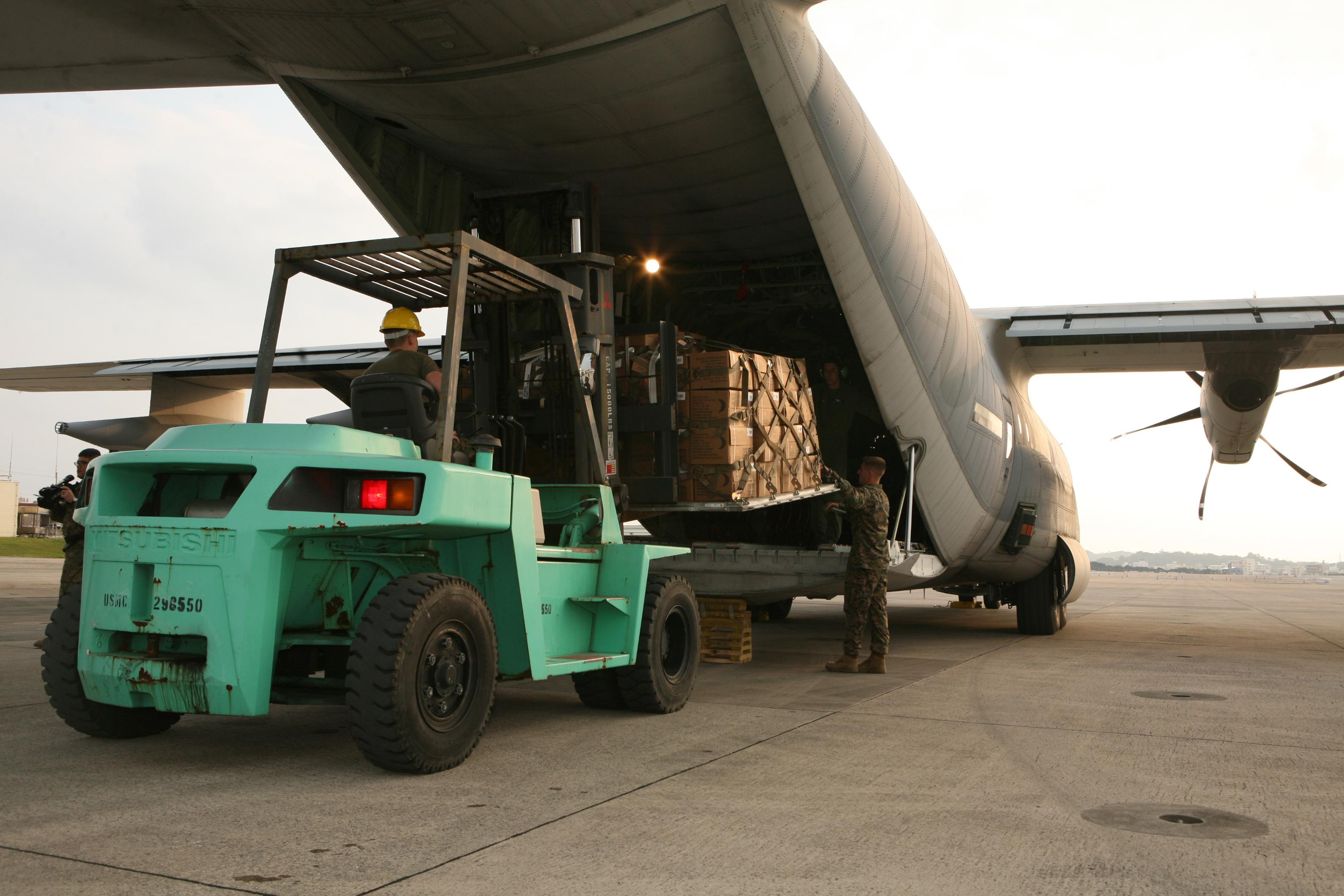
Mitsubishi-Gabelstapler

Nichiyu Mitsubishi Forklift K.K. (jap. ニチユ三菱フォークリフト株式会社, Nichiyu Mitsubishi Fōkurifuto Kabushiki-gaisha, engl. Mitsubishi Nichiyu Forklift Co., Ltd.) ist ein japanisches Unternehmen aus der Mitsubishi-Gruppe und einer der größten Gabelstaplerhersteller weltweit. 2015 übernahm die Firma gemeinsam mit der Konzernmutter Mitsubishi Heavy Industries (MHI), dem größten Anteilseigner, den Wettbewerber UniCarriers und damit die Marken Atlet, Nissan Forklift und TCM.
Der Vertrieb in Europa wird von Mitsubishi Caterpillar Forklift Europe übernommen. Mitsubishi Nichiyu Forklift produziert unter den Marken Mitsubishi, Nichiyu, CAT und Rocla.

## Geschichte
Das Unternehmen wurde 1937 als Nihon Yusōki K.K. (日本輸送機株式会社), kurz Nichiyu (日輸), gegründet. 2013 folgte die Fusion mit der Gabelstaplersparte von MHI und die Umfirmierung in Nichiyu Mitsubishi Forklift. 2017 wurde die Dachmarke Logisnext etabliert. Mit den Marken Mitsubishi, UniCarriers, Nichiyu, CAT Lift Trucks, TCM und Rocla deckt der Konzern seither auf koordinierte Weise ein breites Spektrum an Markt- und Produktsegmenten und alle wesentlichen Regionen ab.